# Хулхачиев, Бембя Викторович
Бембя́ Ви́кторович Хулхачи́ев (калм. Хулхачин Бембя, род. 27 июля 1958) — депутат Государственной думы 1-го созыва.
Родился в Элисте. По национальности калмык.
В 1984 году окончил Харьковский юридический институт имени Ф. Э. Дзержинского.
С 1984 года был следователем прокуратуры, в 1985—1993 — судья, затем председатель городского народного суда Элисты. В 1994 году был избран депутатом Государственной Думы, был членом депутатской группы «Либерально-демократический союз 12 декабря» и членом Комитета по законодательству и судебно-правовой реформе и Комитета по делам национальностей. С начала 1995 года живёт и работает в Москве.
С июля 1997 года работал начальником юридического управления Федеральной комиссии по рынку ценных бумаг (ФКЦБ). В августе 1998 года был назначен секретарем ФКЦБ, в мае 2002 года подал в отставку с этой должности.
С июня 2002 г. по май 2004 г. — председатель Консультационного совета Некоммерческого Партнерства «Фондовая биржа РТС».
С июня 2004 г. по сентябрь 2011 г. — заместитель руководителя Федеральной службы по финансовым рынкам.
С ноября 2011 г. — Председатель Совета директоров Инвестиционной группы «УНИВЕР» .
С 2012 года работает в Евразийской экономической комиссии на руководящих должностях в блоке экономики и финансовой политики.
В январе 2021 года переназначен заместителем директора Департамента финансовой политики Евразийской экономической комиссии.
Кандидат юридических наук.
В сентябре 2010 г. являлся кандидатом на пост главы Калмыкии.

## Награды
- Медаль «За вклад в создание Евразийского экономического союза» II степени (8 мая 2015 года)[3].
- Медаль «10 лет Евразийскому экономическому союзу» (26 декабря 2024 года)[4].